# ABC Africa
ABC Africa è un film del 2001 diretto da Abbas Kiarostami, presentato fuori concorso al 54º Festival di Cannes.

## Trama
Uganda, marzo 2000: su richiesta del Fondo Internazionale per lo Sviluppo Agricolo, il regista Kiarostami e il suo collaboratore Seifollah Samadian filmano con la telecamera digitale la vita degli abitanti di un campo di rifugiati a Kampala. Il regista documenta la vita felice e giocosa dei bambini e quella dolente delle persone ricoverate in ospedale per terribili malattie. Quelli che dovevano essere i sopralluoghi del film diventano il film stesso.